# Піщаний ландшафтний заказник
Піща́ний зака́зник — ландшафтний заказник місцевого значення в Україні. Об'єкт природно-заповідного фонду Харківської області. 
Розташований на території Чугуївського району Харківської області, на південний захід від села Піщане. 
Площа 124,77 га. Статус присвоєно згідно з рішенням облради від 27.01.2005 року. Перебуває у віданні: Великобабчанська сільська рада. 
Статус присвоєно для збереження типового для лісостепової зони яружно-балкового ландшафту зі значним ценотичним, флористичним і фауністичним різноманіттям. Трапляються рідкісні рослинні угруповання, занесені до Зеленої книги України, Зелених списків Харківщини. До складу багатьох угруповань входять рідкісні та зникаючі види рослин.